# Парусный спорт на летних Олимпийских играх 1980
Парусный спорт на летних Олимпийских играх 1980 года был представлен шестью дисциплинами. Соревнования по парусному спорту проводились в Олимпийском центре парусного спорта в таллинском районе Пирита, который находится на берегу Таллинского залива Балтийского моря. Соревнования начались 21 июля и закончились 29 июля.
Бразильцы стали единственными, кто выиграл 2 золотые награды. Для Бразилии это были первые золотые награды с 1956 года во всех видах спорта.
Советский яхтсмен Валентин Манкин стал первым в истории спортсменом, кто выиграл золотые олимпийские награды в парусном спорте в трёх разных классах (в 1968 году он выиграл золото в классе «Финн», а в 1972 году — в классе «Темпест»). За всю историю сборная СССР выиграла 4 золота в парусном спорте, и лишь в одном из них не участвовал Манкин.
Серебро Дэвида Уилкинса и Джеймса Уилкинсона в классе Летучий голландец стало первой медалью Ирландии в парусном спорте на Олимпийских играх.

## Олимпийские объекты Таллина
К Играм XXII Олимпиады были построены —
- Таллинский Олимпийский центр парусного спорта, в устье реки Пирита общей площадью 193 000 м², включающий: речной и морской порты с волнозащитными дамбами, причалы для яхт, слип, эллинги, мастерские, пресс-центр, гостиницу на 632 места.
- Телебашня высотой 314 метров
- Новое здание Главпочтамта
- Новое здание Таллинского аэропорта, расширена взлётно-посадочная полоса
- Высотная гостиница "Олимпия", 28 этажей
- Дворец культуры и спорта им. Ленина
- Частично реконструировано шоссе Таллин—Пярну—Рига

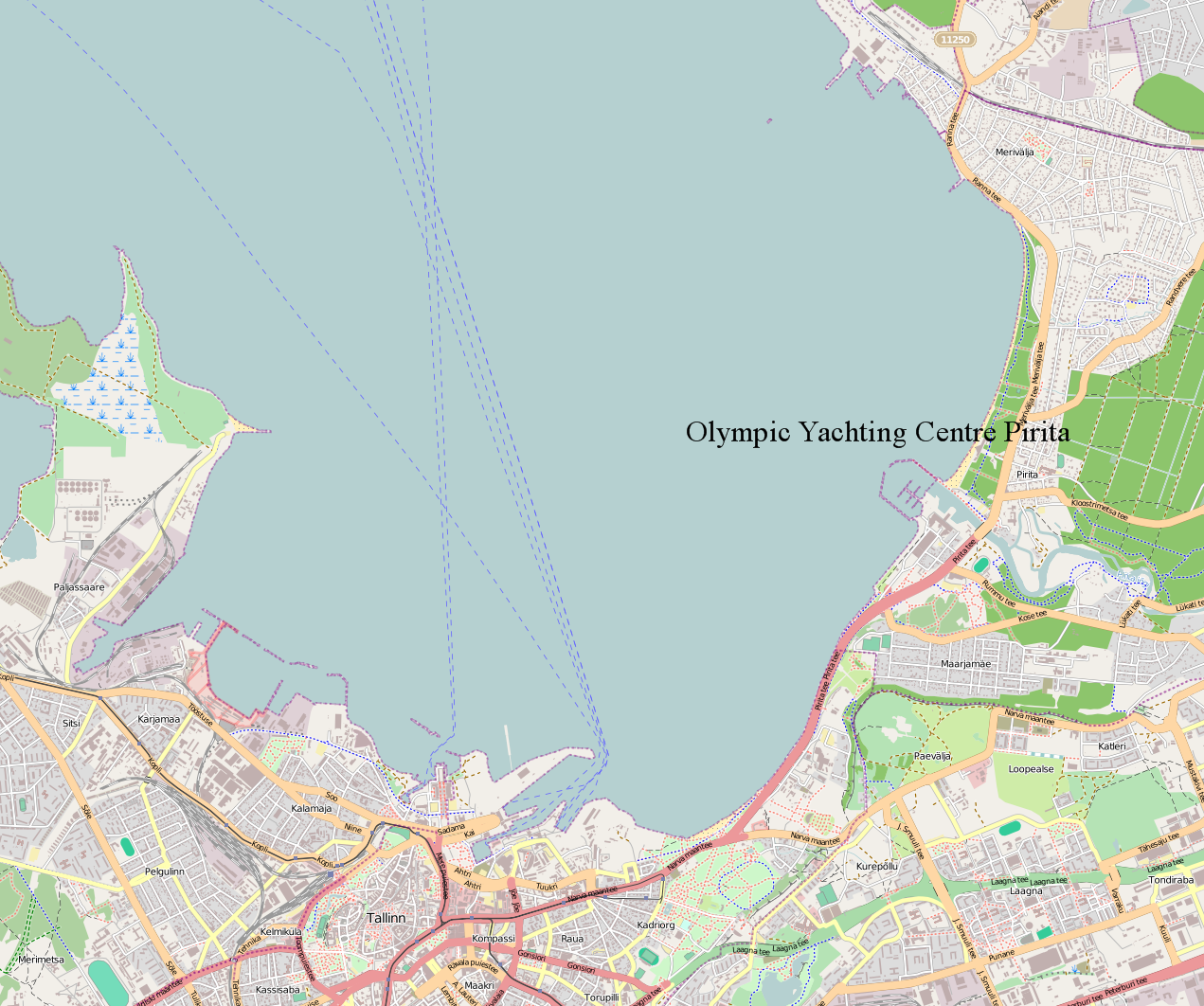
Карта Таллинского залива.
Таллинский Олимпийский центр парусного спорта в 2005 г. Вид на запад с правого берега реки Пирита.
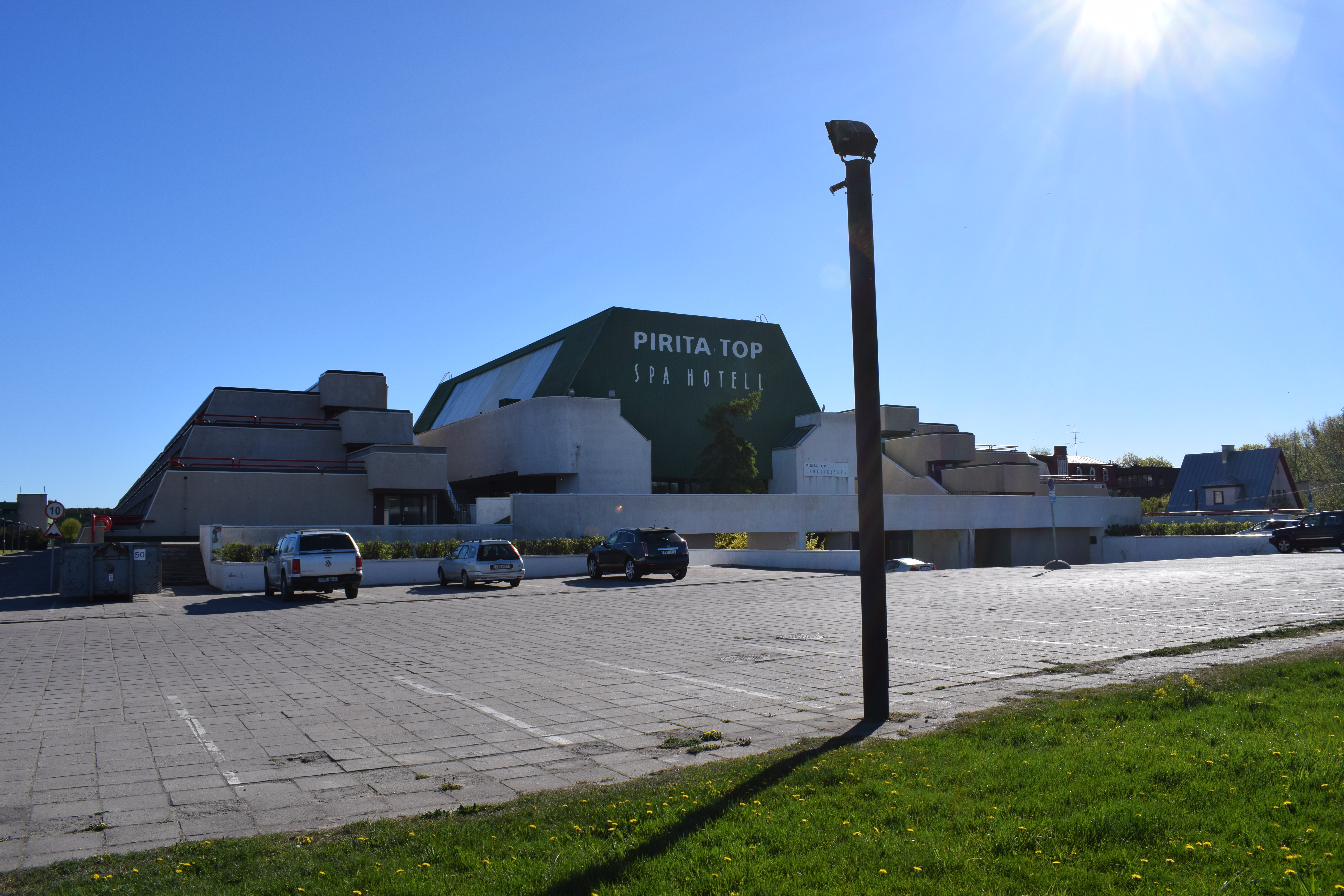
Гостиница на 632 места в парусном центре Пирита. Вид с залива.
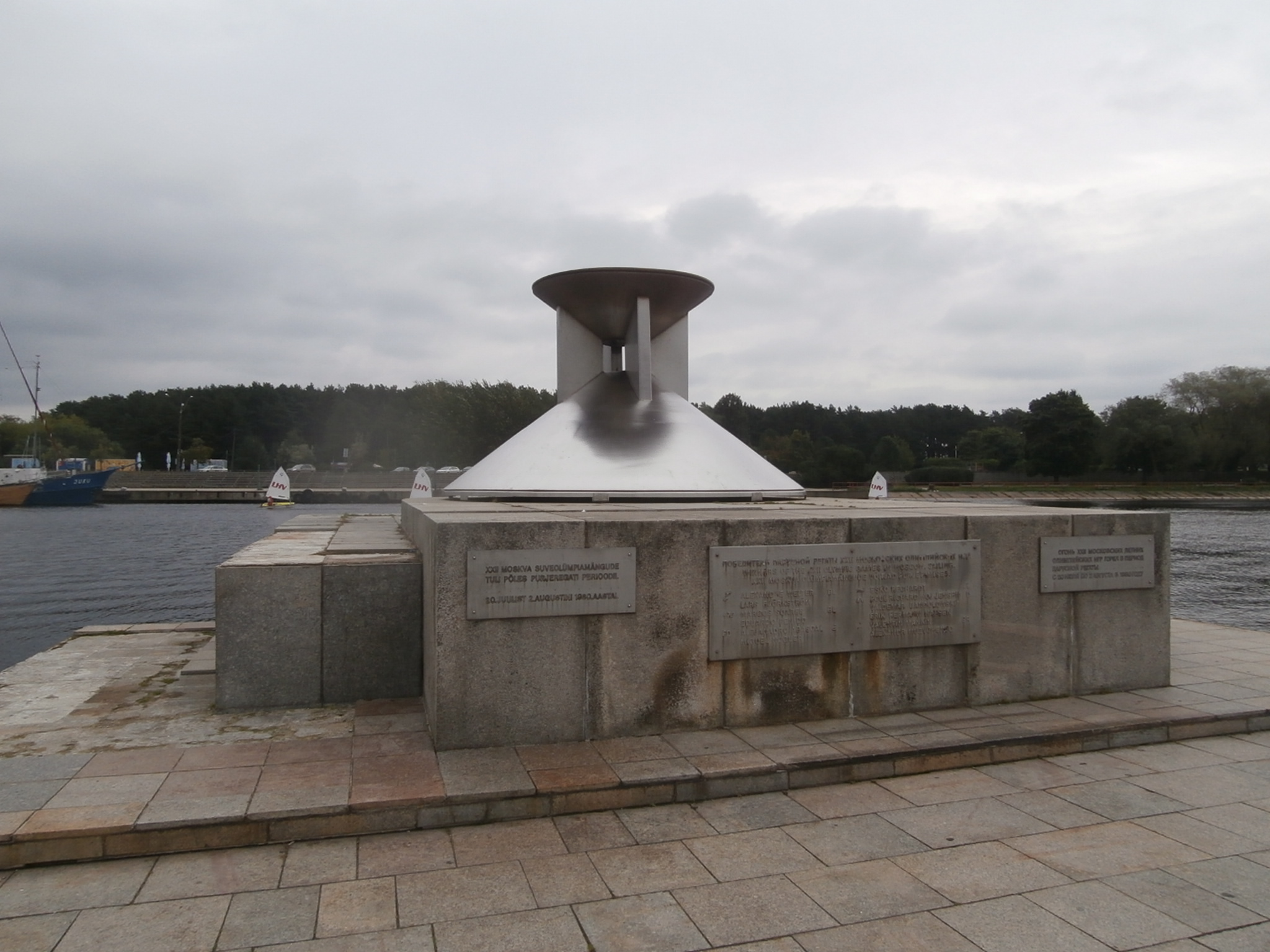
Чаша олимпийского огня в центре парусного спорта с памятными досками на постаменте
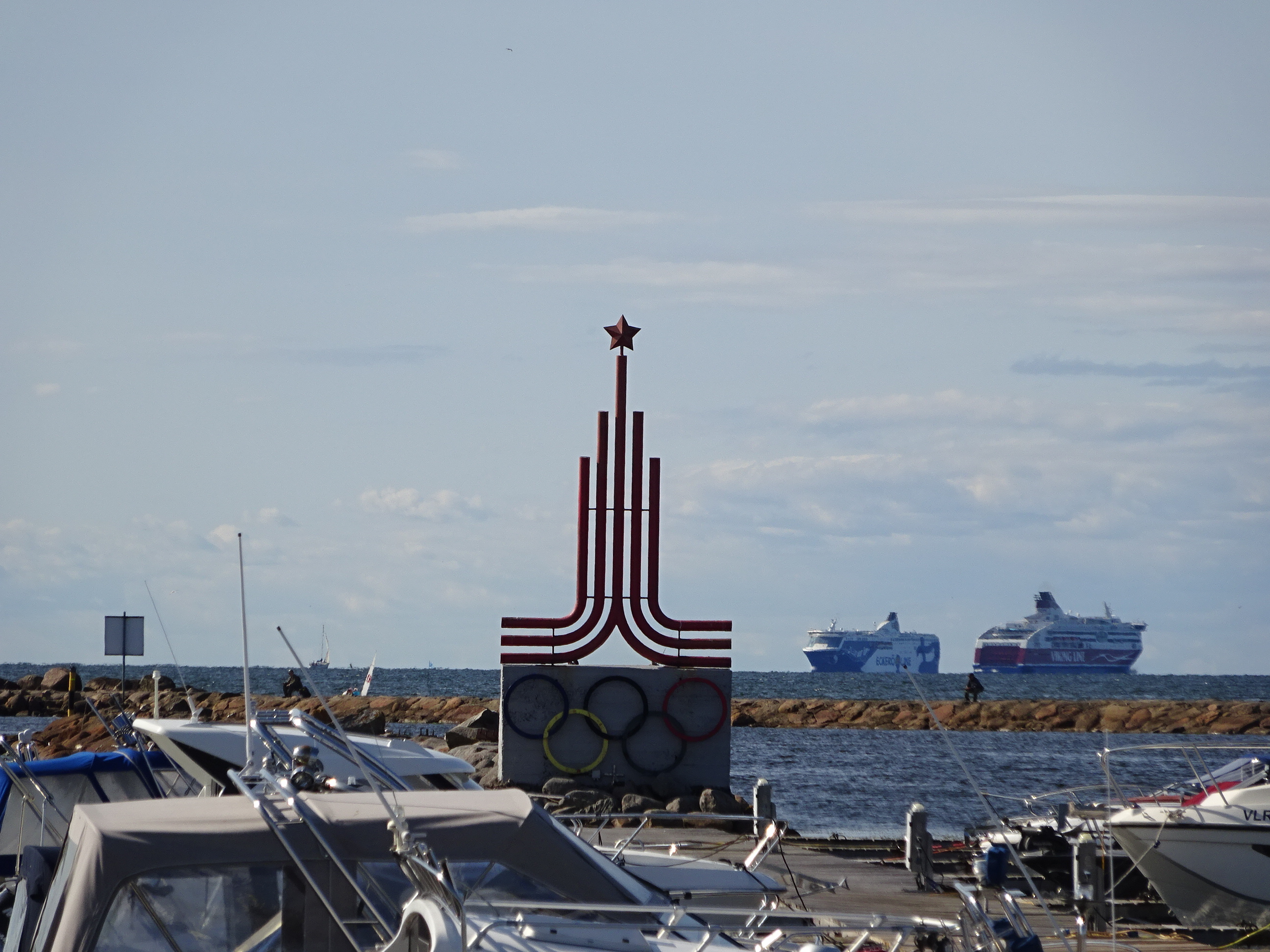
Эмблема олимпийской регаты 1980 года

## Классы яхт

Олимпийские классы яхт 1980 года
Слева-направо: швертбот «Финн», швертбот «470», швертбот «Летучий голландец», катамаран «Торнадо», килевая яхта «Звёздный», килевая яхта «Солинг»

## Медалисты

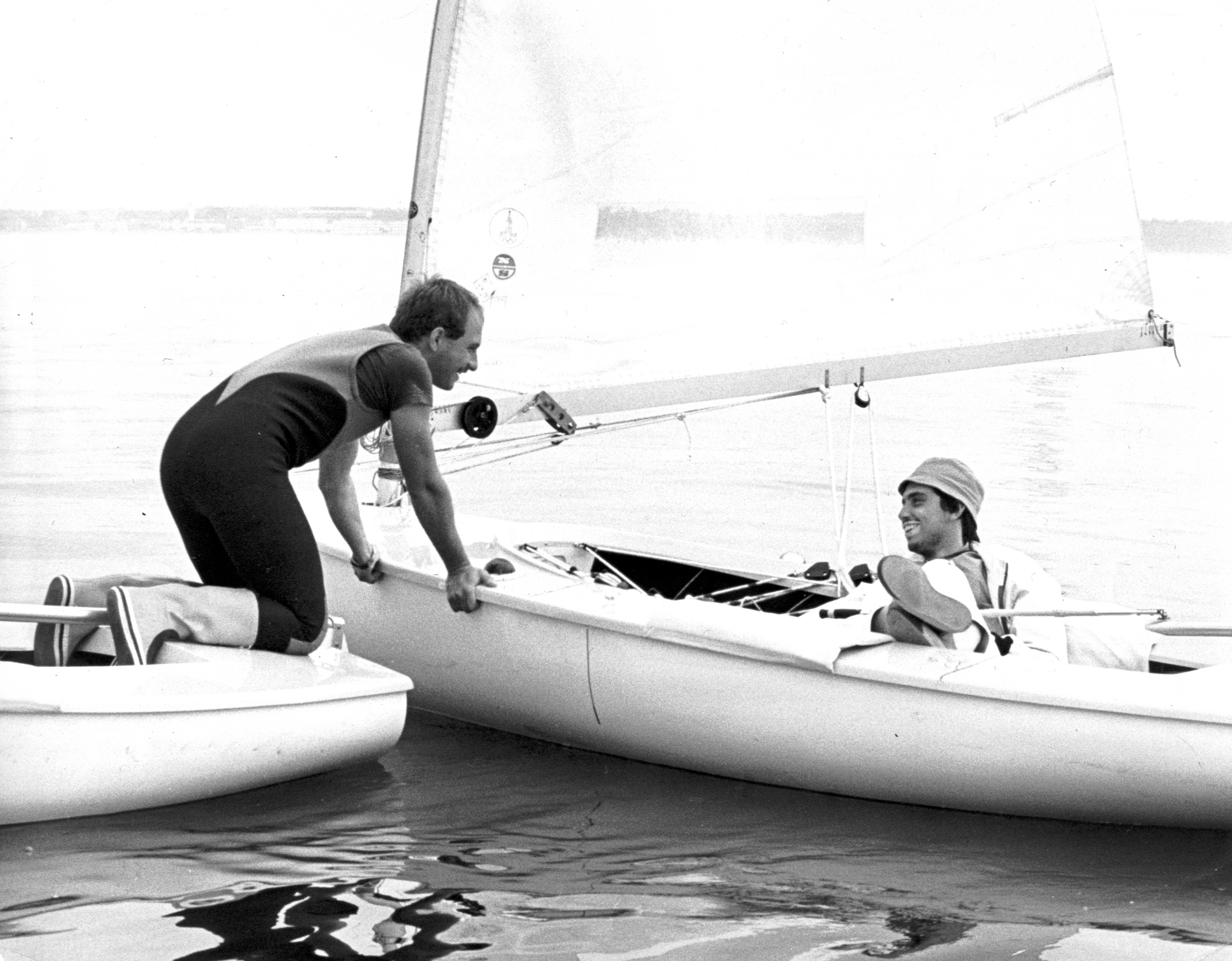
Чемпион в классе Финн Эско Рекхардт (справа) и румын Бутукару, занявший 15-е место

| Класс яхт                              | Золото                                                         | Серебро                                                      | Бронза                                                                  |
| 470 двухместный швертбот               | Бразилия · Маркос Соарес · Эдуардо Пенидо                      | ГДР · Йорн Боровски · Эгберт Свенссон                        | Финляндия · Йоуко Линдгрен · Георг Тальберг                             |
| Летучий голландец двухместный швертбот | Испания · Алехандро Абаскаль Гарсия · Мигель Ногер Кастелльви  | Ирландия · Дэвид Уилкинс · Джеймс Уилкинсон                  | Венгрия · Сабольч Детре · Жолт Детре                                    |
| Финн одноместный швертбот              | Эско Рекхардт Финляндия                                        | Вольфганг Майрхофер Австрия                                  | Андрей Балашов СССР                                                     |
| Солинг килевая яхта                    | Дания · Вальдемар Бандоловски · Эрик Хансен · Поуль Хёй Йенсен | СССР · Борис Будников · Александр Будников · Николай Поляков | Греция · Анастасиос Будурис · Анастасиос Гаврилис · Аристидис Рапанакис |
| Звёздный двухместная килевая яхта      | СССР · Валентин Манкин · Александр Музыченко                   | Австрия · Хуберт Раудашль · Карл Ферстль                     | Италия · Джорджо Горла · Альфио Перабони                                |
| Торнадо двухместный катамаран          | Бразилия · Ларс Сигурд Бьоркстрём · Алешандре Велтер           | Дания · Петер Дуэ · Пер Кьергорд                             | Швеция · Йёран Марстрём · Йорген Рагнарссон                             |

## Страны
| № | Страна    | Золото | Серебро | Бронза | Медали |
| 1 | Бразилия  | 2      | 0       | 0      | 2      |
| 2 | СССР      | 1      | 1       | 1      | 3      |
| 3 | Дания     | 1      | 1       | 0      | 2      |
| 4 | Финляндия | 1      | 0       | 1      | 2      |
| 5 | Испания   | 1      | 0       | 0      | 1      |
| 6 | Австрия   | 0      | 2       | 0      | 2      |
| 7 | ГДР       | 0      | 1       | 0      | 1      |
| 7 | Ирландия  | 0      | 1       | 0      | 1      |
| 9 | Греция    | 0      | 0       | 1      | 1      |
| 9 | Венгрия   | 0      | 0       | 1      | 1      |
| 9 | Италия    | 0      | 0       | 1      | 1      |
| 9 | Швеция    | 0      | 0       | 1      | 1      |

## Судьи
- Жак Дост
- Виктор Елизаров
- Жан Лемуан
- Левенте Надь
- Йёран Петерссон[швед.]
- Роберт Слоун
- Александр Соболев
- Арвид Тетсман
- Гавиа Уилкинсон-Кокс
- Линн Уотерс
- Клай Элтес

## Талисман
Впервые в истории был выбран специальный олимпийский талисман в отдельном виде спорта — тюленёнок Вигри.

## Олимпийская регата в филателии

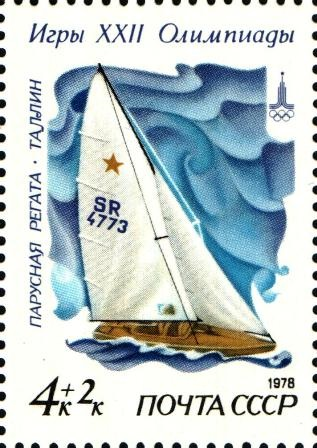
Звёздный
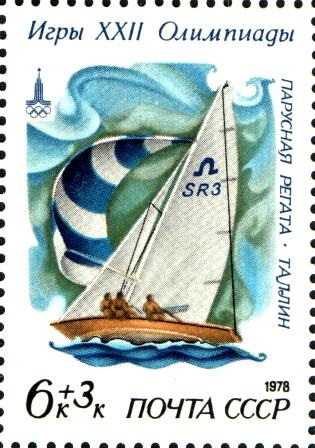
Солинг
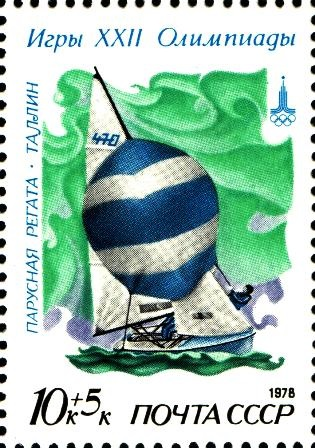
470
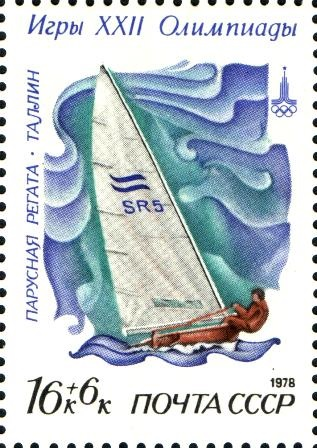
Финн
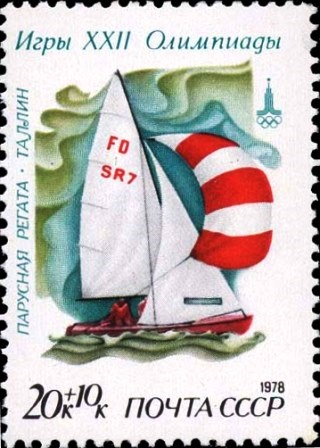
Летучий голландец
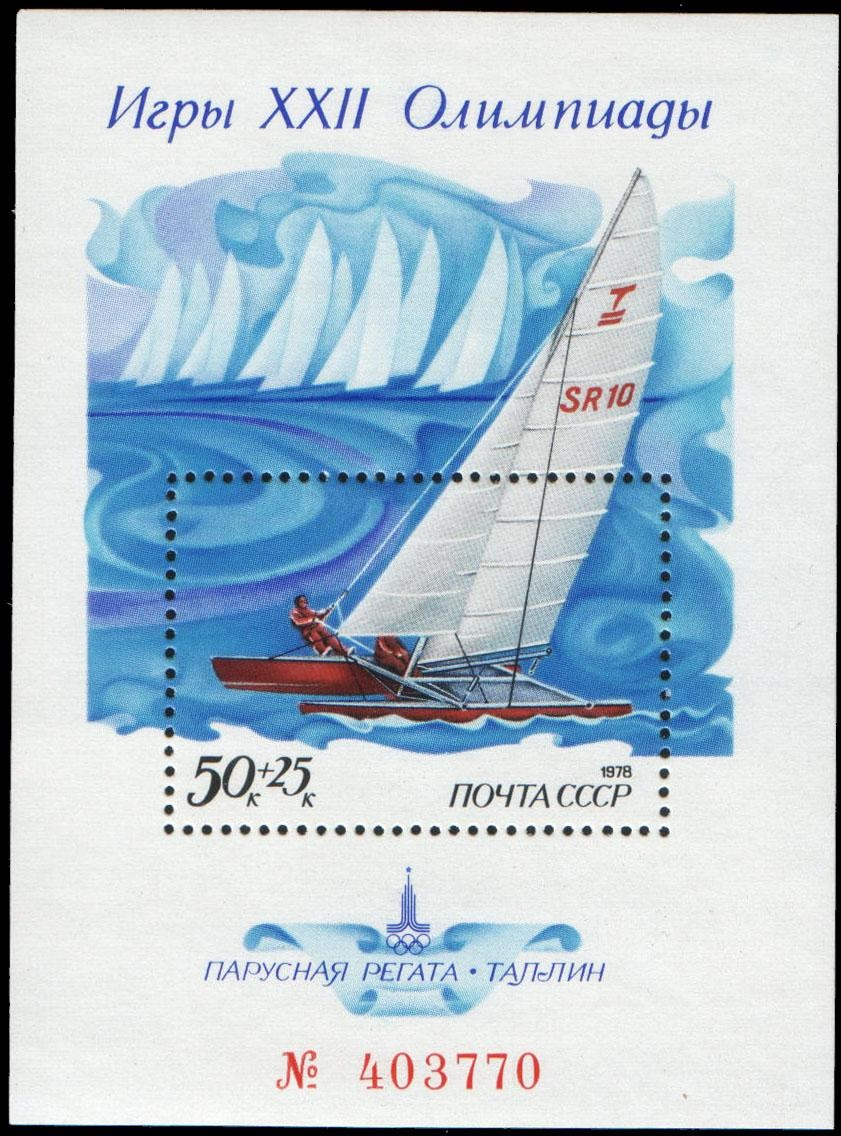
Торнадо

## Факты
- Олимпийская регата была открыта на торжественной церемонии 20 июля 1980 года Арнольдом Греном, вице-президентом Оргкомитета «Олимпиада-80». От имени МОК выступил Гуннар Эриксон[2]. Олимпийский огонь в чаше парусного центра Пирита зажигал 17-летний Вайко Вооремаа[эст.] — представитель династии буеристов Эстонии[3][4][5]. На закрытие олимпийской регаты в Таллин прибыли  уходящий президент МОК лорд Килланин и будущий  президент Хуан Антонио Самаранч[6].

- Все пластиковые швертботы «Финн» были изготовлены на Таллинской экспериментальной верфи спортивного судостроения[7] и по жребию распределялись среди спортсменов[2].
- Единственный раз за всю историю Олимпийских игр (по состоянию на 2023 год) медаль в классе «Финн» действительно досталась представителю Финляндии — золото завоевал Эско Рекхардт.
- В классе катамаранов «Торнадо» в качестве шкотового выступал самый возрастной участник Олимпиады — 70-летний болгарский яхтсмен Красимир Крыстев (род. 10 января 1910 года)[8].